# وادي يبحر (السوم)

تعديل مصدري - تعديل

وادي يبحر هي إحدى قرى عزلة السوم بمديرية السوم التابعة لمحافظة حضرموت، بلغ تعداد سكانها 37 نسمة حسب تعداد اليمن لعام 2004.